# Ichneumon leucospis
Ichneumon leucospis là một loài tò vò trong họ Ichneumonidae.